# Cosmarium sphagnicolum
Cosmarium sphagnicolum  là một loài Song tinh tảo trong họ Desmidiaceae, thuộc chi Cosmarium.